# Pol De Tremmerie
Pol De Tremmerie is een personage uit de televisiereeks F.C. De Kampioenen. Pol werd gespeeld door Ben Rottiers. Hij was een vast personage sinds 1994 (reeks 5).

## Personage
Pol De Tremmerie is getrouwd met Doortje Van Hoeck, na Pico Coppens, en is dus de stiefvader van Billie. Hij is een achterneef van Dimitri De Tremmerie. In reeks 5 kwam hij op de zolderkamer boven de garage van DDT wonen. In reeks 6 trok hij bij Doortje in. In aflevering 5 van seizoen 6 verhuisden ze naar de loft boven de garage. In reeks 12 verhuisden ze naar een appartement elders en in reeks 20 kochten ze uiteindelijk een eigen huis.
Pol werkte 5 jaar in Ouagadougou als ontwikkelingshelper. Tot net voor zijn vertrek naar Afrika had hij een relatie met Chris De Man, die besloot in België te blijven. In reeks 8 kwam zij even terug als stagetrainer bij F.C. De Kampioenen. Carmen lanceerde de roddel dat Pol en Chris weer een koppel zouden zijn, maar daar bleek niets van waar. Bij zijn terugkeer naar België kwam hij langs bij zijn oom en zo leerde hij Doortje en de andere Kampioenen kennen. In de vroegere reeksen was Pol vaak de redelijkste en verstandigste onder de Kampioenen. Naarmate de serie verder liep, kwamen ook zijn slechtere eigenschappen naar boven. Zo kan hij ook bazig, gierig en egoïstisch zijn.
Pol was sinds 1994 spits bij F.C. De Kampioenen, maar moest door een blessure in reeks 9 afhaken. Vanaf dat moment werd hij trainer. Hij was eveneens penningmeester tot hij in reeks 18 in deze functie werd opgevolgd door Maurice de Praetere. Sporadisch speelt hij wel nog een match mee, meestal met een groot knieverband. In reeks 20 was Pol even trainer af, nadat Boma hem had ontslagen omdat Pol Boma en Goedele openlijk had uitgelachen. Toen werd Maurice de Praetere trainer. Om zich te wreken sloot Pol zich aan als spits bij De Schellekes. Tijdens de wedstrijd F.C. De Schellekes-F.C. De Kampioenen startte Pol bij De Schellekes, maar tijdens de wedstrijd zelf nog trok hij weer het shirt van de Kampioenen aan. Sindsdien is hij gewoon weer trainer.
Zijn beroep is leraar biologie. Zijn leerlingen noemen hem 'de neus', omwille van zijn groot reukorgaan.
In de latere reeksen is Pol net als zijn oom Dimitri nogal gierig. Hij vindt het daarentegen niet erg om veel geld te besteden aan dure voetbaltickets. Hierdoor komt hij ook af en toe in conflict met Doortje. Hij kan tevens zich makkelijk laten verleiden en omkopen door Balthazar Boma wanneer die hem een abonnement voor den Anderlecht (RSC Anderlecht) belooft.
Behalve van voetbal houdt Pol ook van fietsen. In reeks 17 nam hij deel aan een wielerwedstrijd die georganiseerd werd door de gemeente. Doordat alle mannen de verkeerde richting uitgestuurd werden, won Carmen Waterslaeghers. Pol werd tweede voor Belgisch kampioen Roger Hoof.
In de slotaflevering van de serie vraagt hij Doortje ten huwelijk. Uiteindelijk trouwen Pol en Doortje in de eerste film bij het half afgewerkte kasteel van Maurice en Pascale.

## Familie
- Hij vermeldt een paar keer zijn moeder, maar zij wordt nooit vertoond.
- Georgette Verreth, de moeder van Dimitri De Tremmerie, is zijn groottante. Nadat zij overlijdt, krijgt Pol haar erfenis.
- Hij beschouwt Billie Coppens als zijn zoon. Hij vindt het dan ook des te pijnlijker wanneer deze buist voor lichamelijke opvoeding op school.

## Uiterlijke kenmerken
- Groot
- Mager
- Bruin haar
- Uitzonderlijk grote neus

## Catchphrases
- "Zal 't gaan ja!" (geërfd van zijn nonkel Dimitri)
- "Man, man, man" (spontaan overgenomen van Fernand)

## Beroep
- Leerkracht (seizoen 5 - seizoen 21, film 1, 2, 3 en 4)
- Trainer (seizoen 9 - seizoen 21, film 1, 2, 3 en 4)

## Trivia
- Het sterrenbeeld van Pol is Waterman.
- Ben Rottiers vertolkte eerder in de VTM-serie Familie het personage Ben. Hij verdween daar uit de reeks om ontwikkelingswerk te gaan doen in Ouagadougou. In F.C. De Kampioenen wordt Pol geïntroduceerd wanneer hij net teruggekeerd is uit Ouagadougou waar hij eveneens ontwikkelingswerk verricht heeft.